# Улица Карла Либкнехта (Минск)
Улица Карла Либкнехта — улица Минска.

## История
В 1922 г. старая улица Немецкая (Малая Лютеранская) в предместье Плещанка получила имя деятеля немецкого и международного рабочего движения Карла Либкнехта (1871—1919). Сформировалась она по мере роста города, старая её часть от ул. Мясникова до Немецкого кладбища была застроена деревянными домами в конце XIX в. — начале XX веков.

## Описание
Протяжённость — 2 км 190 м.
Дважды прерывается: железной дорогой и улицей Клары Цеткин.

## Фотографии
- Новостройка на пересечении улицы Либкнехта и Карпова
- Новостройка на пересечении улицы Либкнехта и Карпова
- У пересечения с улицей Лермонтова
- У пересечения с улицей Хмелевского